# Raúl Alarcón
Raúl Alarcón García (Sax, 25 maart 1986) is een Spaans voormalig wielrenner. Hij reed in 2005 en 2006 voor het beloften-team van Saunier Duval en maakte in 2007 de overstap naar het profteam. In 2019 kreeg hij een dopingschorsing die liep tot en met 2023.

## Doping
In mei van 2019 werd door Portugese media geschreven over abnormale waardes in het biologische paspoort van Alarcón. Vijf maanden later werd de renner voorlopig geschorst en in maart 2021 heeft de UCI besloten om Alarcón definitief voor vier jaar te schorsen vanwege ‘het gebruik van verboden methodes en/of het gebruik van verboden middelen’. Zijn resultaten werden geschrapt van 28 juli 2015 tot en met 21 oktober 2019. Hij keerde nadien niet meer terug in het profpeloton.

## Belangrijkste overwinningen
2011
4e etappe Trofeo Joaquim Agostinho
2012
Sprintklassement Ronde van de Algarve
2013
7e etappe Ronde van Portugal
2016
Bergklassement Ronde van Castilië en León
Bergklassement Ronde van Asturië
2e etappe Trofeo Joaquim Agostinho
Puntenklassement Trofeo Joaquim Agostinho
2017
3e etappe Ronde van Asturië
Eind- en puntenklassement Ronde van Asturië
1e etappe Ronde van Madrid
Puntenklassement Ronde van Madrid
1e en 4e etappe Ronde van Portugal
Eindklassement Ronde van Portugal
2018
1e etappe GP Nacional 2 de Portugal
Eind- en bergklassement GP Nacional 2 de Portugal
3e, 4e en 9e etappe Ronde van Portugal
Eind- en bergklassement Ronde van Portugal

## Resultaten in voornaamste wedstrijden
| Jaar | Ronde van Vlaanderen | Parijs-Roubaix |
| ---- | -------------------- | -------------- |
| 2007 | opgave               | 69e            |
| 2008 | opgave               | 101e           |

## Ploegen
- 2007 –  Saunier Duval-Prodir
- 2008 –  Scott-American Beef [a]
- 2011 –  Barbot-Efapel
- 2012 –  Efapel-Glassdrive
- 2013 –  Louletano-Dunas Douradas
- 2014 –  Louletano-Dunas Douradas
- 2015 –  W52-Quinta da Lixa (vanaf 25-3)
- 2016 –  W52-FC Porto
- 2017 –  W52-FC Porto
- 2018 –  W52-FC Porto

Wielerploegen van Raúl Alarcón
Alarcón ·
Belohvoščiks · 
Benítez ·
Bertogliati · 
Camaño ·
Cañada ·
Cobo ·
de la Fuente ·
del Nero ·
Durán ·
Fernández de la Puebla ·
Gil ·
José Ángel Gómez Gómez · 
José Ángel Gómez Marchante ·  
Mayo ·
Lobato ·  
Mazur ·
Mejías ·
Millar ·
Mori ·  
Pagliarini · 
Piepoli · 
Riccò ·
Rinero · 
Simoni ·
Trentin ·
Ventoso ·
Wielinga ·
Zárate ·
González (stagiair) · 
Merino (stagiair) ·
Serrano (stagiair) ·
Wyss (stagiair) 
Alarcón ·
Belohvoščiks · 
Benítez ·
Bertogliati · 
Camaño ·
Capecchi ·
Capelli ·
Cañada ·
Cobo ·
de la Fuente ·
del Nero ·
Durán ·
Fernández de la Puebla ·
Flahaut ·
José Ángel Gómez Gómez · 
José Ángel Gómez Marchante ·  
González ·
Intxausti ·
Jufré ·
Lobato ·  
Mejías ·
Mori ·  
Pagliarini · 
Passeron ·
Piepoli (tot 15/07) · 
Riccò (tot 15/07) ·
Wyss (stagiair)
Alarcón · Caldeira · A. Carvalho · G. Carvalho · Fernandes · Fernández · Matias · Oliveira · Perez · Ribeiro · Sánchez · Silva · G. Veloso · R. Veloso · Vinhas
Alarcón · Caldeira · Carvalho · Freitas · Mestre · Perez · Reis · Rodrigues · Sánchez · Silva · Veloso · Vinhas
Alarcón · Antunes · Caldeira · Carvalho · Ferreira · Freitas · Mestre · Perez · Rodrigues · Sánchez · Silva · Ucha · Veloso · Vinhas
Alarcón · Caldeira · Carvalho · César · Fernandes · Ferreira · Fonte · Freitas · Mestre · Rodrigues · Sánchez · Vinhas